# Marmorosphax tricolor
Marmorosphax tricolor (мармуровогорлий сцинк) — вид сцинкоподібних ящірок родини сцинкових (Scincidae). Ендемік Нової Каледонії. 

## Поширення і екологія
Мармуровогорлі сцинки поширені на більшій частині Нової Каледонії, за винятком крайнього північного заходу острова. Вони живуть у вологих рівнинних і гірських тропічних лісах та у високогірних чагарникових заростях макі, серед повалених дерев, каміння і опалого листя. Зустрічаються на висоті до 1000 м над рівнем моря. Ведуть наземний, напівриючий спосіб життя.